# Jüdische Gemeinde Sarreguemines

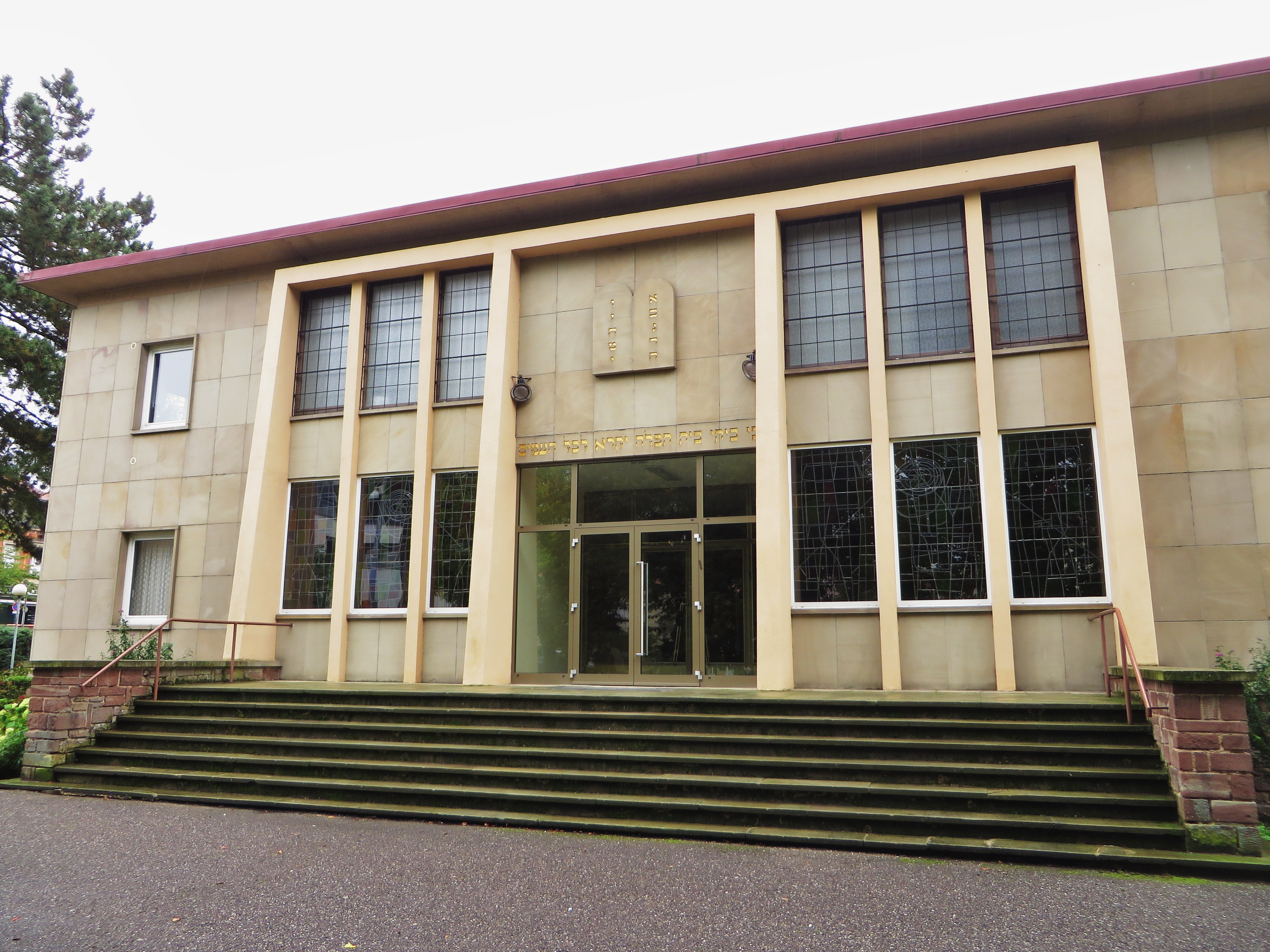
Synagoge in Sarreguemines

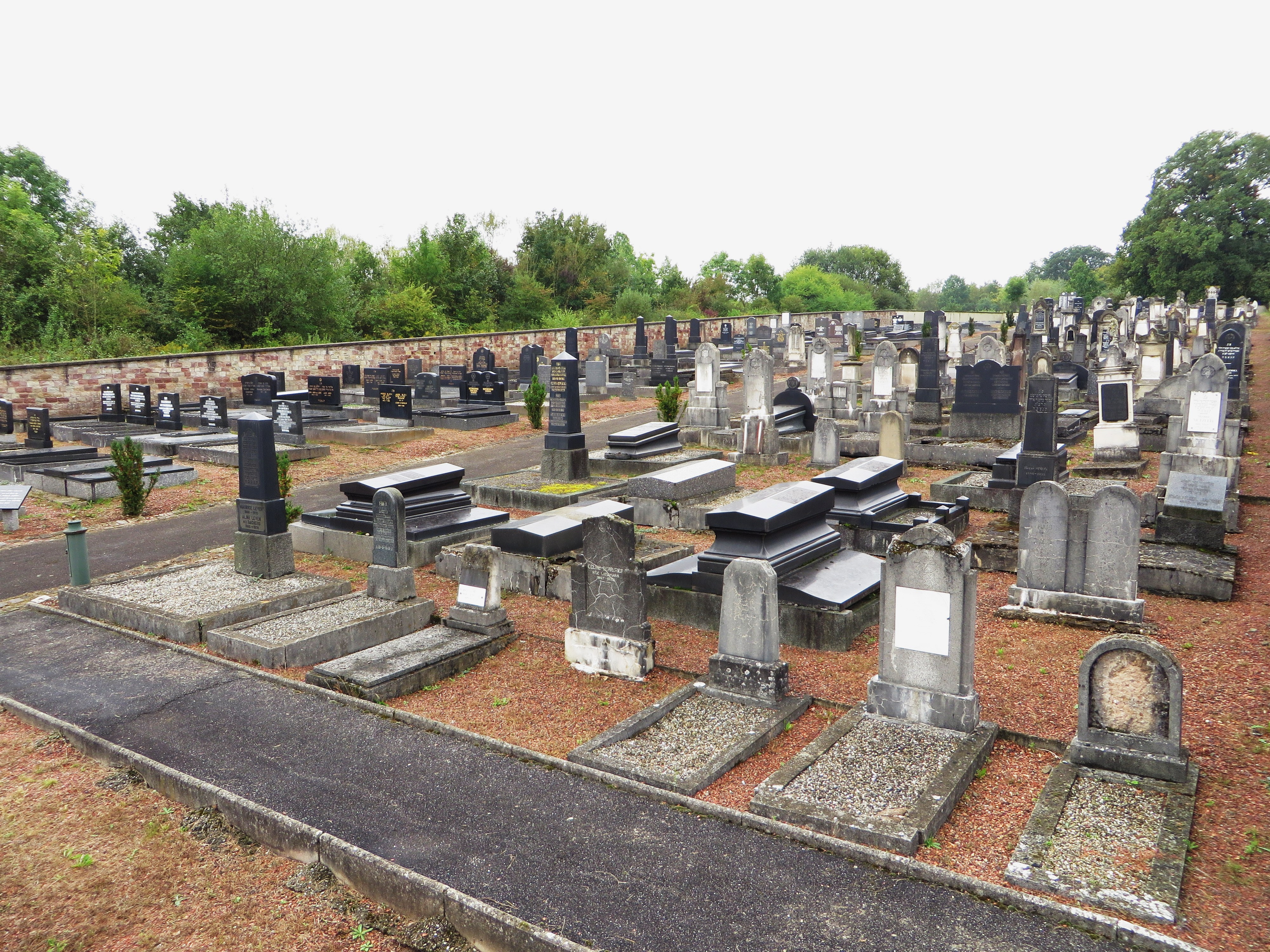
Jüdischer Friedhof in Sarreguemines

Eine jüdische Gemeinde in Sarreguemines, einer französischen Stadt im Département Moselle in Lothringen, bestand bereits im Mittelalter.

## Geschichte
Bereits 1336 werden Juden in Sarreguemines genannt. 1446 wird der Schutzjude Johanns III. von Nassau-Saarbrücken Moyse de Funderman gegen eine jährliche Zahlung von 2 fl. (Gulden) in Sarreguemines ansässig.
Nachdem Lothringen zu Frankreich gekommen war, erlaubte ein königliches Dekret vom 26. Januar 1753 den Familien Genzbourger und Dalsheim sich in Sarreguemines niederzulassen. Zu dieser Zeit wurde ein Betsaal im Haus des S. Genzbourger genutzt oder der Gottesdienst fand in der Synagoge von Welferding statt. Schließlich wurde erlaubt, dass ein Teil des Hauses des Judenvorstehers Behr, das sich an der Stadtmauer befand, zur Synagoge umgebaut wurde.
Im Jahr 1791 wurde in Sarreguemines ein Rabbinat geschaffen, das auch für die jüdischen Gemeinden der Umgebung zuständig war. Die jüdische Gemeinde gehört seit 1808 zum israelitischen Konsistorialbezirk Metz.
Im Jahr 1861, als die jüdische Gemeinde 350 Mitglieder zählte, wurde in der Rue de la Chapelle der Bau einer neuen Synagoge begonnen. Sie wurde 1862 eingeweiht und zeichnet sich, wie viele andere Synagogen dieser Zeit auch, durch orientalisierende Stilelemente aus. Die Synagoge wurde 1940 von den deutschen Besatzern zerstört. In den Jahren 1957 (Grundsteinlegung) bis 1959 (Einweihung) wurde in der Rue Georges V eine neue Synagoge mit 200 Plätzen erbaut.

## Nationalsozialistische Verfolgung
Von den 395 Mitgliedern der jüdischen Gemeinde Sarreguemines im Jahr 1939 wurden im Rahmen der Wagner-Bürckel-Aktion, die sich neben Baden und der Saarpfalz auch auf das Elsass und Lothringen erstreckte, 95 deportiert und ermordet. Darunter waren 28 Kinder.

## Friedhof
Der jüdische Friedhof von Sarreguemines besitzt heute noch etwa 400 Grabsteine (Mazevot), die 2005 zum Teil von Friedhofsschändern zerstört wurden.